# Bicyclus neustetteri
Bicyclus neustetteri is een vlinder van de familie van de Nymphalidae, van de onderfamilie van de Satyrinae. De soort is voor het eerst wetenschappelijk beschreven als Mycalesis neustetteri door Hans Rebel in een publicatie uit 1914.
De soort komt voor in Equatoriaal Guinee (Bioko), Congo-Kinshasa, Oeganda en Rwanda.